# 九龍的天空之墮落街
《九龍的天空之墮落街》2003年于香港的警匪片。

## 剧情
變態殺手肆虐深水埗區，案件交給重案組總督察李sir（李修賢），李下屬馬龍（黎耀祥）因喪妻後辦案變得頹廢及無心辦案，李見狀決定要把龍停職休假。
這時，龍卻發現了兇手和殺死自己妻子的方法，是一樣，要求復職調查，但遭李反對。李決定要派新紥師姐麥慧玲（麥家琪），前往深水埗紅燈區跟隨可樂姐，觀察一下。玲成了可樂姐（陳安瑩）的小姐，馬不甘被停職，他決定暗中找出殺自己妻子的兇手，他分別透過小混混蛇仔明及下屬星仔來獲得情報來調查案件，但是，深入調查仍無進展。不久后，蛇仔明突然被殺，蛇仔明的死，令龍懷疑是不是有叛徒。菲菲被殺後案件終露曙光，龍和李也到場逮捕，但卻沒想到，兇手居然是星仔... 

## 演员
| 演员   | 角色   | 备注                                |
| 李修賢 | 李警官 | 重案組總督察，馬龍上司。            |
| 黎耀祥 | 馬龍   | 重案組警察，李sir下屬。             |
| 麥家琪 | 麥慧玲 | 新紥師姐，假扮小姐。                |
| 葉振聲 | 星仔   | 警察。                              |
| 宋本中 | 蛇仔明 | 黑社會的古惑仔，馬龍的助手。        |
| 夏占士 | 占士   | 重案組警察。                        |
| 陳安瑩 | 可樂姐 | 深水埗紅燈區媽媽生 ，麥慧玲的上司。 |
| 陳自瑤 | 菲菲   |                                     |
| 李廣添 |        |                                     |

## 外部連結
- 豆瓣电影上《九龍的天空之墮落街》的資料 （简体中文）
- 香港影庫上《九龍的天空之墮落街》的資料（繁體中文）